# تشيو تشوانغ هوان
تشيو تشوانغ هوان (بالصينية: 邱創煥) ‏(25 يوليو 1925 - 2 يوليو 2020) سياسي تايواني. كان نائب رئيس مجلس الوزراء من 1981 إلى 1984.
ولد في تشانغهوا، وهو من أصل هاكا من راوبينغ، شاوزو، غوانغدونغ، الصين.
توفي في 2 يوليو 2020، عن عمر ناهز 94 عامًا.